# 伊世賀美隧道
伊世賀美隧道（いせがみずいどう）は、愛知県豊田市の伊勢神峠にあるトンネル。後継トンネルとして伊勢神トンネルがあり、旧伊勢神トンネル（きゅういせがみトンネル）とも呼ばれる。登録有形文化財。

## 歴史

### 伊世賀美隧道の開通
信濃国と尾張国や三河国を結ぶ飯田街道は、塩の道や中馬街道などとも呼ばれ、古くから交通の要衝だった。飯田街道は中山道の脇街道でありながら、宿場ごとに馬を替えなくてもよいことで安上がりとなる経路であり、荷物輸送における重要な街道だった。
明治時代に飯田街道の改修が行われる過程で、1897年（明治30年）11月、難所だった伊勢神峠に全長308メートルの伊世賀美隧道が建設された。伊世賀美隧道の完成によって東加茂郡と北設楽郡の交通が活性化され、荷物の運搬手段が荷付馬から荷馬車に代わったとされる。
モータリゼーションが進んだ昭和30年代には、荷物を満載したトラックがトンネルを通過できず、現地で一旦荷を下ろしてから通り抜けたり、定期バスが錘によって車高を低くしてから通ることもあった。

### 後継トンネルの開通後

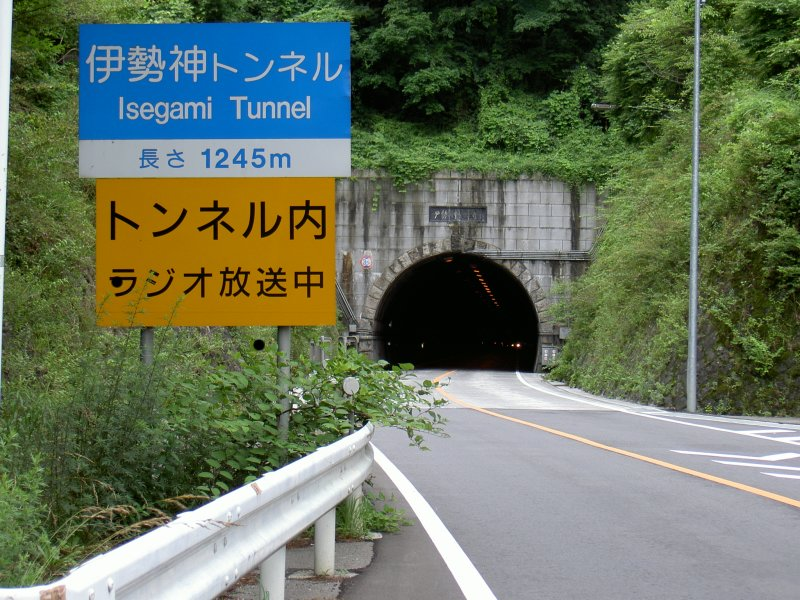
伊勢神トンネル

1960年（昭和35年）に全長1,245メートルの伊勢神トンネルが開通した。開通当初の伊勢神トンネルは有料道路だったが、1971年（昭和46年）に無料開放された。なお、伊勢神トンネルには3.5mの車高制限があり、通行できる大型トラックやバスに制限がある。
2000年（平成12年）9月26日、伊世賀美隧道が国の登録有形文化財に登録された。東海4県に残る明治時代竣工の石造トンネルは、伊世賀美隧道と1905年（明治38年）開通の天城山隧道（静岡県賀茂郡河津町-伊豆市）の2か所のみである。
2005年（平成17年）に刊行された『愛知県の近代化遺産』には、南設楽郡鳳来町（現・新城市）と北設楽郡設楽町を結ぶ与良木隧道、豊橋市と静岡県引佐郡三ヶ日町（現・浜松市）を結ぶ旧本坂隧道、北設楽郡東栄町にある旧本郷隧道とともに「明治大正期の隧道群」として掲載されている。
東海地方屈指の心霊スポットと言われることもあり、「工事の際に人柱が埋められた」「女性のすすり泣く声が聞こえる」「伊勢湾台風（1959年）の際、付近の土砂崩れで母子が亡くなり、幽霊になった」などの噂話が語り継がれてきた。豊田市文化財課の調べではトンネル内や付近の事故・災害などで死者が出たという記録は残っていないという。
なお、トンネル東側出口から東に1kmの地点には、1917年（大正6年）に架けられたコンクリートアーチ橋の郡界橋がある。

### ラリージャパンにおける使用

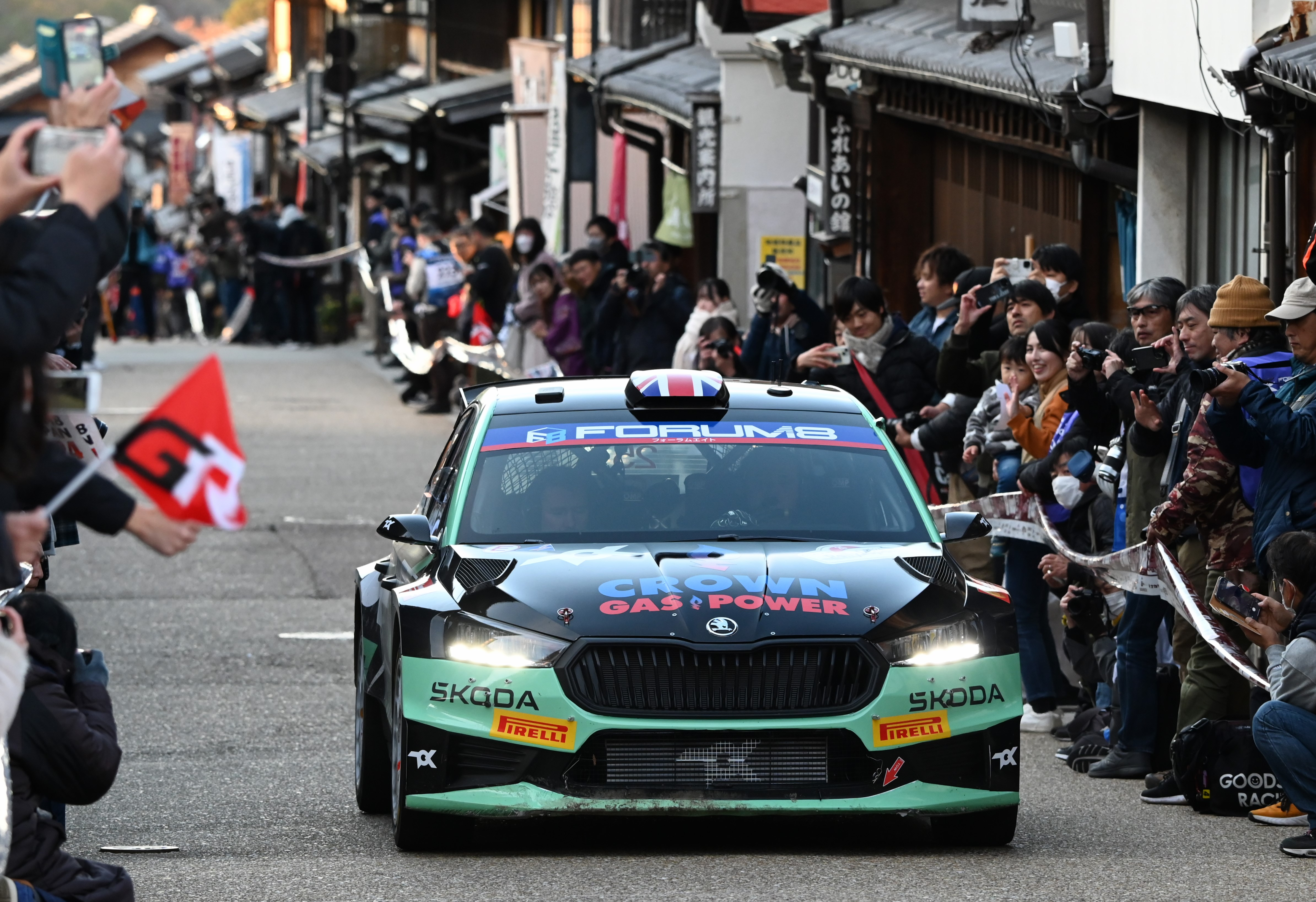
ラリージャパン

2022年（令和4年）11月に行われた世界ラリー選手権ラリージャパン2022において、本隧道を含む区間がSS（スペシャルステージ）2と5「伊勢神SS “Isegami's Tunnel”」として指定された。トンネル自体は一直線路であるものの、車1台が通過できる程度の狭いトンネル内をタイムアタック走行するという、世界的に見ても珍しい設定のステージになった。さらにラリー本番では競技車両が巻き上げた砂埃がトンネル内に滞留し、走行順が後になるほど視界が悪化するという問題が発生した。SS2はカエタン・カエタノビッチがトンネル出口の右カーブでクラッシュし、ステージ赤旗中断となった。
2023年（令和5年）も引き続き世界ラリー選手権ラリージャパン2023のSS区間として設定された。前年の問題を解決するため、舗装工事が行われた。

## 特徴

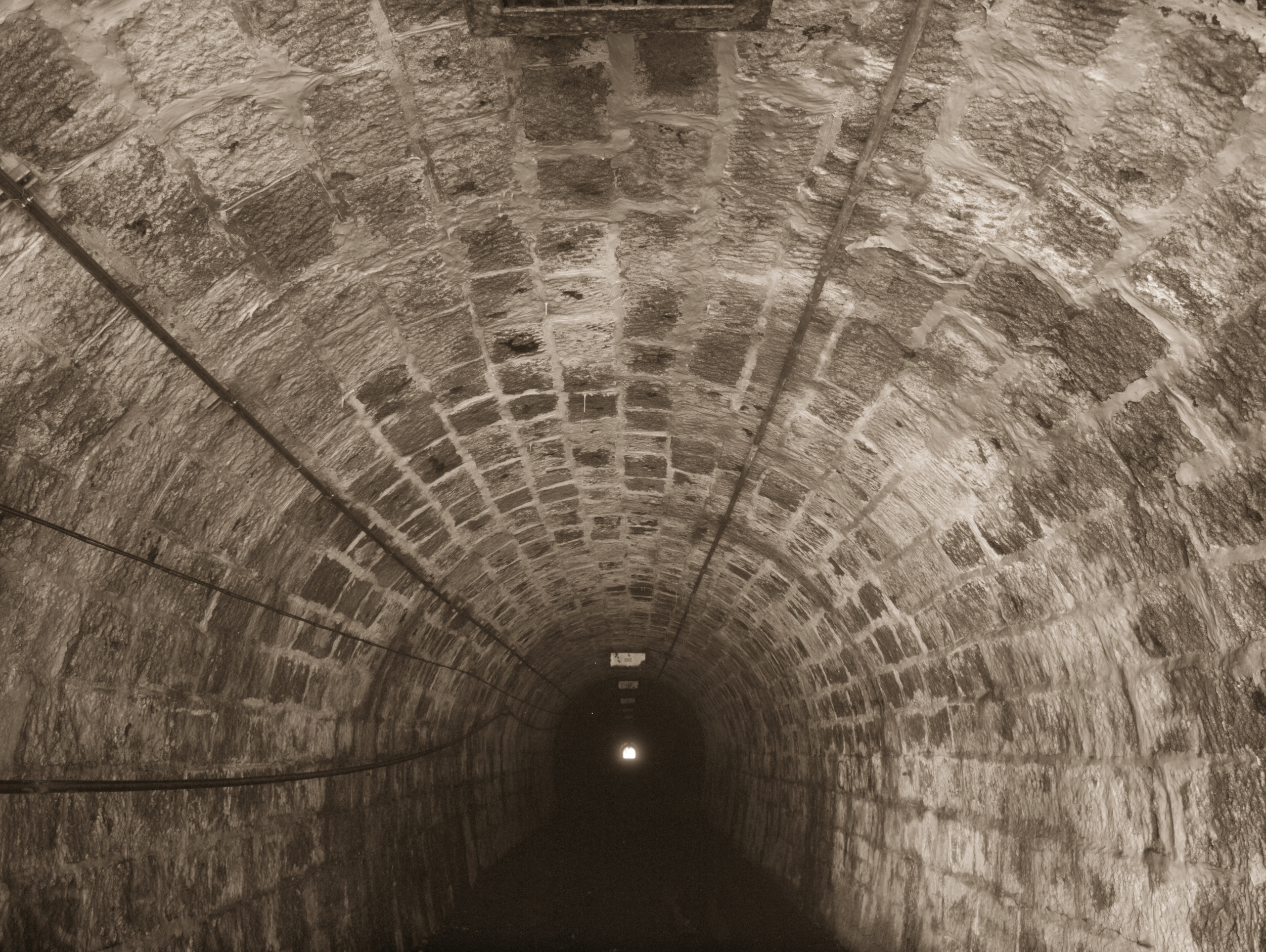
トンネルの内部（2012年撮影）

### 規模
標高705メートルに位置する。全長308メートル、高さ3.3メートル、幅員3.15メートル。断面の大きさは軍隊の大砲が通過できることを基準としたという。通行車両の高さ制限は2.2メートル。トンネル内では車2台のすれ違いはできないため、入り口に「対向車注意」の表示がある。

### 構造
トンネルは花崗岩造でルスチカ積み（rustica masonry、粗面石積み）の付柱に迫石を二重の馬蹄形に組み上げた断面形状をしている。現在は一部にコンクリート補強が施されている。当初はレンガ造のトンネルとして設計されたが、現地の地層や湧水による崩落の可能性から、石造のトンネルに変更された。
路面は未舗装の砂利道だったが、前述のとおり2023年のラリージャパン前に舗装工事が行われ、スムースなアスファルト敷きとなった。また、以前はトンネル内に照明がなく、内部は昼間でも真っ暗闇だったが、現在はLED照明が設置されている。